# Marcel Robin
Pour les articles homonymes, voir Robin.
 (mars 2024).
 (mars 2024).
Si vous disposez d'ouvrages ou d'articles de référence ou si vous connaissez des sites web de qualité traitant du thème abordé ici, merci de compléter l'article en donnant les références utiles à sa vérifiabilité et en les liant à la section « Notes et références ».
Marcel Robin, né le 14 mai 1924 à Aizenay (Vendée), décédé le 19 novembre 2010 à Metz (Moselle), est un sociologue français.

## Biographie
Marcel Robin naît dans une famille de métayers du bocage vendéen, le cadet de cinq enfants.
Durant la Seconde Guerre mondiale, trop jeune pour partir au combat, il s’occupe de la ferme familiale après le décès de son père et la réquisition en STO de son frère aîné.
Dès l’occupation, mais surtout après la Libération, il s’engage dans le renouveau du monde paysan en tant que permanent à la Jeunesse Agricole Catholique (JAC), et parcourt les Pays de la Loire pour apporter son concours aux paysans engagés dans la reconstruction de l’agriculture française. Il entre en 1950 au séminaire, où il étudie la philosophie et la théologie, mais ne poursuivra finalement pas sur la voie de la prêtrise. 
Il s’initie aux études et aux pratiques de la sociologie dans les Secrétariats sociaux. Nouvellement établi dans l’est de la France, il entre en 1959 au Centre d’information et d’études d’économie humaine en Lorraine (CIEDEHL), lié à Économie et humanisme, basé à Metz. Il participe également à la création de l’Institut Européen d’Écologie, où il rencontre le botaniste et philosophe Jean-Marie Pelt, avec lequel il tisse des liens d’amitié.
Jeune marié, il établit en 1963 avec le Conseil général, la Caisse d’allocations familiales et les grandes associations du département, le Conseil social et culturel de la Moselle : organisme d’études et de services techniques visant à aider les élus locaux et associations du département face aux problématiques démographiques, sociales, culturelles et d’accompagnement de leur population. Il dirigera le Conseil social et culturel de la Moselle jusqu’à sa retraite, en 1990.
Il publie un mode d’emploi de la fonction de maire, d’élu local, de responsable associatif : Connaître et dynamiser sa commune, publié juste avant les élections municipales de 2001.
Après sa retraite, il s’engage dans diverses actions associatives mosellanes, notamment : délégation régionale de la Fondation de France, Institut Européen d’Écologie, foyer de jeunes travailleuses, entreprise-école de réinsertion.

## Œuvre
- Marcel Robin, Connaître et dynamiser sa commune : Étudier la vie locale – Créer du lien social, Chronique sociale, coll. « Comprendre la Société », 2001, 184 p. (ISBN 2850083526 et 9782850083525, OCLC 300275804, BNF 37709083)